# Спанхайми
Спанхайми също Спонхаймите (на немски: Spanheimer; Sponheimer) са благородническа фамилия от Рипуарските франки на Рейн. Името им идва от Бургспонхайм в Рейнланд-Пфалц, Германия.
Добиват голяма собственост в Каринтия от Зигхардингите.
След измирането на Епенщайните през 1122 г. херцогската титла в Каринтия отива на Спанхаймите, където те управляват до 1269 г. Номинално те остават херцози на Каринтия до 1279 г. До 1806 г. те са заедно с баварските Ортенбурги два исторически влиятелни рода.
Около 1151 г. целият род Спанхайми владеят освен териториите около Спонхайм на река Нае и териториите от Истрия и Венето през Тирол и Каринтия и източна Бавария до Тиршенройт в Горен Пфалц. Състои се от Графство Спонхайм, Херцогство Каринтия, Маркграфство Верона, Графство в Лавантал, Графство Лебенау, Графство Крайбург-Марквартщайн и Графство Ортенбург.

## Херцози на Каринтия от династията Спанхайми (1122 – 1269)
- 1122 – 1123: Хайнрих IV (†14.12.1123), първи син на граф Енгелберт I, маркграф на Верона, ∞ за Гертруда, от която няма деца.
- 1123 – 1135: Енгелберт (†13.4.1141), втори син на граф Енгелберт I, маркграф на Истрия (1108 – 1130), граф на Тревизо, ∞ до 1105 за Ута, дъщеря на граф Улрих фон Пасау, от която има шест деца.
- 1135 – 1144: Улрих I (†7.4.1144), първи син на Енгелберт, маркграф на Верона, ∞ за Юдита (†до 1152), дъщеря на маркграф Херман II фон Баден, от която има пет деца.
- 1144 – 1161: Хайнрих V (†12.10.1161), първи син на Улрих I, ∞ за Елизабета, дъщеря на щирийския маркграф Леополд I, от която няма деца.
- 1161 – 1181: Херман (†4.10.1181), втори син на Улрих I, ∞ (1) (сл. 1141) за Мария, дъщеря на чешкия княз Собеслав I, от която няма деца; ∞ (2) (сл. 1172) за Агнес (ок. 1154 – 1182), дъщеря на австрийския херцог Хайнрих II Язомиргот, от която има двама синове.
- 1181 – 1202: Улрих II (ок. 1176 – 10.8.1202), първи син на Херман, неженен.
- 1202 – 1256: Бернхард (1176/81 – 4.1.1256), втори син на Херман, ∞ за Юдита (1202 – 1230), дъщеря на чешкия крал Отокар I, от която има четири деца.
- 1256 – 1263: Улрих III (†27.10.1269), първи син на Бернхард, ∞ (1) (1248) за Агнес (†1260/63), дъщеря на херцог Ото I фон Мерания, от която няма деца; ∞ (2) (1263) за Агнес (1250 – 1295), дъщеря на маркграф Херман VI фон Баден, от която също няма деца.[1]